# Gyula Mazur
Gyula Mazur (9 de abril de 1888 – 26 de novembro de 1953) foi um ciclista húngaro que competiu no ciclismo nos Jogos Olímpicos de Verão de 1912, representando a Hungria.